# M. Balfas
Muhammad Salim Balfas (25 de diciembre de 1922 - 5 de junio de 1975), conocido como M. Balfas, fue un escritor indonesio y crítico literario.

## Biografía
Balfas nació en Krukut, Batavia (hoy Yakarta), en las entonces Indias Orientales Neerlandesas, el 25 de diciembre de 1922. Provenía de una familia de etnia Betawi. Poco se sabe sobre sus primeros años, a excepción de que se graduó de una escuela secundaria de gestión holandesa (MULO) en 1940.
Balfas comenzó su carrera como escritor en la década de 1940. Sus primeros cuentos fueron publicados en Asia Raja, el periódico oficial del gobierno de la ocupación japonesa, en 1943. Más tarde comenzó a contribuir poemas, cuentos y ensayos para la revista indonesia Pembaroean. Durante la Revolución Nacional de Indonesia, Balfas encontró trabajo como reportero. También dirigió la revista Masyarakat.